# Гудковский (посёлок)
Гудковский — опустевший поселок в Стародубском муниципальном округе Брянской области.

## География
Находится в южной части Брянской области на расстоянии приблизительно 5 км на восток по прямой от районного центра города Стародуб.

## История
Упоминался с 1926 года. В советское время работал колхоз «9 января» . На карте 1941 года показан как поселение Гудковка с 12 дворами.. До 2020 года входил в состав Десятуховского сельского поселения Стародубского района до их упразднения. 

## Население
| 2010 | 2013 |
| ---- | ---- |
| 0    | →0   |

Численность населения: 6 человек в 2002 году (русские 98 %), 0 в 2010.